# Nederlandsch Werkliedenverbond Patrimonium
Het Nederlandsch Werkliedenverbond Patrimonium is een vereniging van arbeiders die het christelijke geloof aanhingen, opgericht in 1876. Patrimonium betekent "vaderlijk erfdeel".
Toen de streng christelijke leden van het Algemeen Nederlandsch Werklieden Verbond (ANWV) allerlei grieven kregen tegen het gevoerde beleid zoals de zondagsontheiliging en de bevordering en uitbreiding van het neutraal Staats-openbaar lager, en middelbaar onderwijs, nam Klaas Kater die na een wisselvallig leven ten slotte metselaar geworden was, het initiatief tot de oprichting van het Nederlandsch Werklieden Verbond 'Patrimonium'.
Op 3 januari 1876 werd Patrimonium opgericht in Amsterdam. In tegenstelling tot het ANWV - in de ogen van Kater een klassenstrijdorganisatie - konden van 'Patrimonium' ook patroons lid zijn. Kater wees een sociale wetgeving onvoorwaardelijk van de hand, dat zou de rechten van de patroons en van de ouders aantasten. 
Op 30 november werd het eerste bestuur gekozen. Kater werd president, Poesiat tweede president. In andere plaatsen ontstonden in de volgende jaren soortgelijke organisaties. Deze sloten zich op 12 maart 1880 aaneen tot een landelijk Nederlandsch Werkliedenverbond Patrimonium. Kater werd de eerste voorzitter, Poesiat de eerste secretaris.
De statuten van Patrimonium (goedgekeurd bij K. B. van 19 Maart 1877): 
Rijken en armen ontmoeten elkander, de Heere heeft hen allen gemaakt (Spr.22 vs.2)
Naam, grondslag en doel.  Art. 1. Er bestaat een Nederlandsch Werkliedenverbond onder den naam van Patrimonium (Vaderlijk Erfdeel) welk, in de overtuiging dat Gods Woord en de traditiën onzes volks de vertrouwbare grondslagen eener Christelijke Maatschappij uitmaken, zich ten doel stelt: de kennis daarvan te verbreiden, om de liefde daartoe op te wekken, teneinde op deze grondslagen de belangen der Maatschappij in haar geheel, die der werklieden in het bijzonder, door alle geoorloofde middelen te bevorderen.
Typerend voor 'Patrimonium' waren de meningsverschillen over de uitbreiding van het kiesrecht. De meest progressieven stelden zich op het standpunt van het ANWV, n.l. dat alle vrouwen van het kiesrecht uitgesloten moesten blijven. Niet het algemeen kiesrecht, maar het door de anti-revolutionaire leider Abraham Kuyper voorgestane huismanskiesrecht, waarbij het kiesrecht alleen werd toegekend aan mannelijke gezinshoofden, die een huis bewoonden met een bepaalde huurwaarde, werd een van de eisen, en ze sprak zich uit tegen stakingen. Kuyper gebruikte radicale taal en veroordeelde de dienst aan de "Mammon" in alle toonaarden.
De zeker niet radicale voorman van het Nederlands Verbond van Vakverenigingen (NVV) Jan van den Tempel oordeelt:
De geschiedenis van Patrimonium en van de Roomsch Katholieken Volksbond is goeddeels de geschiedenis der onderkruiperij in Nederland. De christelijke vakbeweging, ontstaan als een organisatie ter bescherming van de werkgevers tegen het voor zijn verheffing strijdend proletariaat, wil slechts voor de belangen der arbeiders opkomen, zonder aan de bevoorrechte positie van de kapitalist, als uitbuiter van menselijke arbeidskracht te tornen.
Vanuit het geloof dat er geen onoverbrugbare tegenstelling was
konden ook patroons lid worden. Gezien vanuit het gezichtspunt van de ontwikkeling van het vakverenigingsbeginsel betekende dit principieel en organisatorisch een belangrijke stap terug.
Op 9 november 1891 hield Patrimonium het eerste "Christelijk-Sociaal Congres". Daar hield Abraham Kuyper zijn openingsrede: "Het Sociale vraagstuk en de christelijke religie". In deze rede gaf hij de toehorende arbeiders het advies af te zien van verbetering van het lot en in plaats hiervan "het eeuwige leven” op de voorgrond te stellen. Hij stelde de arbeiders “heerlijkheden na het aardse bestaan" in het vooruitzicht en wees hen er op dat “een lotsverbetering in deze korte spanne tijds van ons tijdelijk aanzijn, wild en woest alle uitzicht op een heerlijkheid, die eeuwig duren zal, afsnijdt”.
Na 1886 kwamen de leden vooral uit de Gereformeerde Kerken in Nederland. De hervormde werklieden die 'Patrimonium' te gereformeerd vonden en een eigen tehuis wilden, richtten in 1890 de 'Christelijk Nationale Werkmansbond van leden der Nederlandsche Hervormde Kerk’ op. (Noot: in 1910 zou er nog een Nederlandsch Luthers Werklieden verbond bij komen.)
Vanaf 1886 werden er vele plaatselijke woningbouwverenigingen opgericht, waarvan sommige heden nog bestaan.
In 1900 werd op advies van A.J. Talma en J. Huizinga een Christelijk Arbeidssecretariaat opgericht, dat de voorloper was van het Christelijk Nationaal Vakverbond (CNV). Hierna was de rol van Patrimonium grotendeels uitgespeeld. In 1942 is Patrimonium door de bezetter verboden. Na de oorlog is het heropgericht.
Tot een fusie met de andersdenken, georganiseerd in de Federatie Nederlandse Vakverenigingen (FNV), is het tot op heden niet gekomen.